# Артър Смит (пътешественик)
Вижте пояснителната страница за други личности с името Смит.
Артър Доналдсън Смит (на английски: Arthur Donaldson Smith) е американски лекар, пътешественик, изследовател на Африка.

## Ранни години (1866 -1894)
Роден е на 27 април 1866 година в САЩ, в семейството на Джеси Евънс Смит и Марта Найт. През 1889 завършва медицинското училище в Университета в Пенсилвания.

## Експедиционна дейност (1894 – 1895)
В периода 1894 – 1895 Артър Смит извършва експедиция в Североизточна Африка.
От Бербера (в Северна Сомалия) тръгва на юг и стига до река Фафан (ляв приток на Уаби Шебели) и от там продължава на запад, като изследва областта на горното течение на река Уаби Шебели и част от горното течение на река Уойб (лява съставяща на Джуба). Там американският пътешественик среща етиопските войски, които току-що са превзели този район. Те не му разрешават на продължи на запад, затова Смит продължава на югоизток, стига до Бари (Аркадон, 5°35′ с. ш. 44°07′ и. д. / 5.583333° с. ш. 44.116667° и. д.), а след това на югозапад до сливането на реките Уойб, Генале и Дауа (съставящи на Джуба). Изкачва се по Дауа до Раму (41° 13' и.д.), след което продължава по вододела на запад, пресича вододела, достига до Етиопския грабен и в него открива пресноводното езеро Чамо (5°50′ с. ш. 37°34′ и. д. / 5.833333° с. ш. 37.566667° и. д.). Продължава на югозапад, преминава покрай езерото Чоу-Бахр (Стефани) и достига до езерото Туркана (Рудолф). Изследва долното течение на река Омо (до около 6° с.ш.) и част от левия ѝ приток, вливащ се при Кере (5°17′ с. ш. 36°13′ и. д. / 5.283333° с. ш. 36.216667° и. д.). Изследва целия източен бряг на езерото Туркана и от южния му край се насочва на югоизток, пресича река Евасо-Нгиро, достига до река Тана и по нея се спуска до Индийския океан.

## Следващи години (1897 – 1939)
През 1897 издава книгата „Through unknown African countries“, London-New York, 1897 (в превод „През неизвестните африкански страни“), която представлява голяма ценност за съвременниците като източник за разнообразни географски и етнографски сведения за южните райони на Етиопия и съседните територии. Съставената от Смит карта се основава на извършената от него висококачествена маршрутна топографска снимка е публикувана в „Географското списание“ в Лондон през 1896.
През 1899 – 1900 г., от Бербера достига до езерото Туркана, оттам се отправя на запад и достига до река Бахр-ел-Джебел (Бели Нил), малко на юг от Реджаф.
Умира на 19 февруари 1939 година в САЩ на 72-годишна възраст.